# Andreas Hadelöv
Andreas Hadelöv, född 23 juli 1975 i Kiruna, är en svensk före detta ishockeymålvakt som spelat bland annat i Skellefteå AIK.

## Elitserien

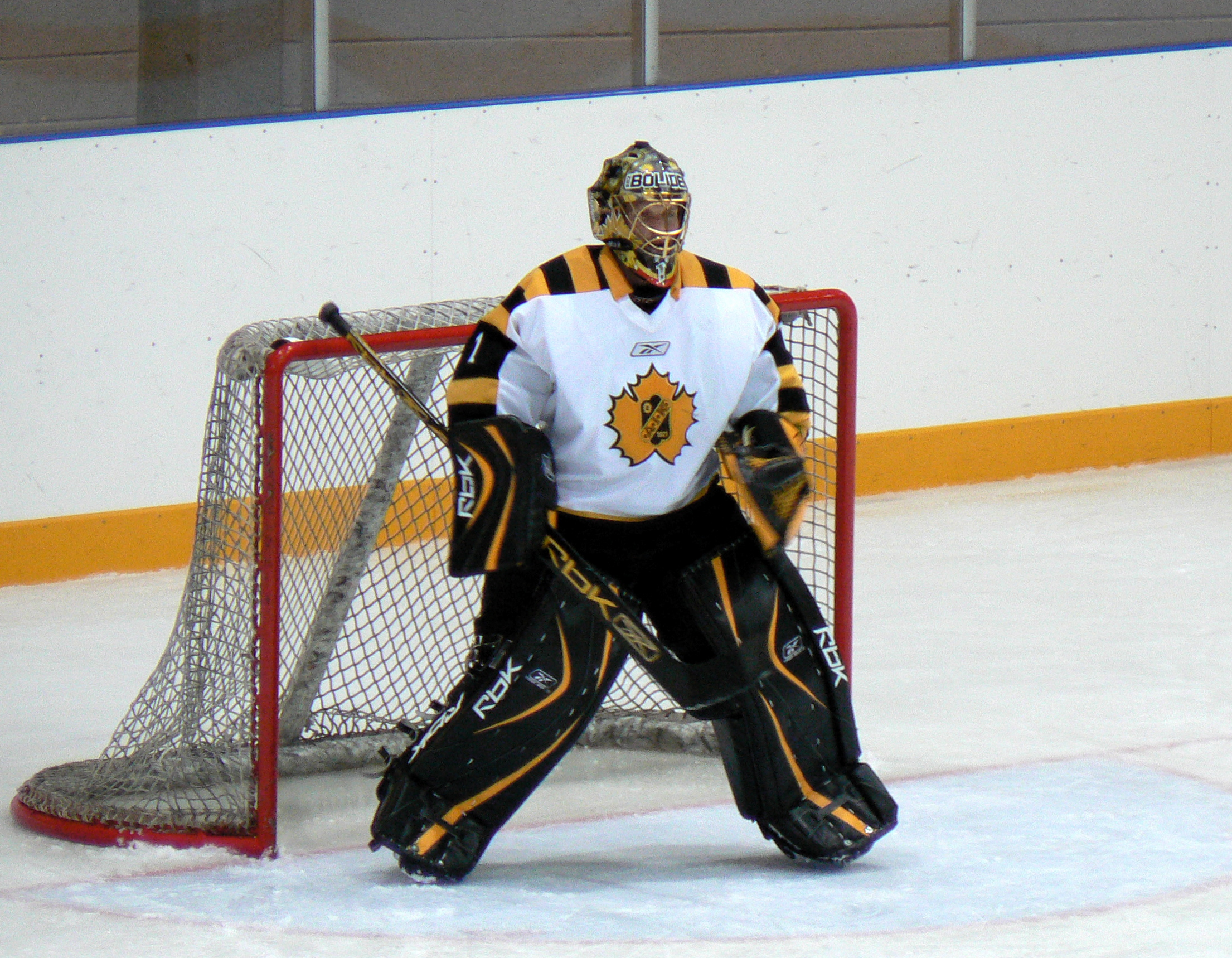
Hadelöv i Tampere Cup 2007

Andreas Hadelöv började sin elitseriekarriär i Djurgårdens IF dit han kom ifrån moderklubben Kiruna IF, säsongen 1996/1997. Under sin första säsong i Stockholmsklubben fick han vakta kassen i 21 elitseriematcher. I slutspelet den säsongen fick han stå två matcher men släppte in hela nio mål. Året därpå blev han utlånad till bland annat till Väsby Hockey och Hammarby IF, båda klubbarna i dåvarande division 1. Denna säsong vann dock Andreas Hadelöv SM-silver.  
Säsongen 1998/1999 hamnade Hadelöv i Malmö IF och det var här hans karriär skulle ta fart på allvar. Under sin andra säsong i klubben belönades han med att få dra på sig landslagströjan i fyra matcher. Succén fortsatte både i Malmö och i Tre Kronor kommande säsong. Hadelöv spelade i Malmö fram till och med säsongen 2004/2005 och höll en rätt jämn nivå. Under dessa år fick han spela ytterligare fyra landskamper.
Säsongen 2005/2006 skrev Hadelöv på för Skellefteå AIK i allsvenskan och var en stark bidragande orsak till att Skellefteå, efter 16 år, återigen fick spela elitseriehockey. Efter sju framgångsrika säsonger i klubben erbjöds inte Hadelöv nytt kontrakt inför säsongen 2012/2013 och avslutade därmed sin målvaktskarriär.  Från och med säsongen 2013/2014 jobbade Hadelöv som målvaktstränare i Malmö Redhawks och inför 2015/2016 blev han assisterande till huvudtränare Björn Hellkvist.

## Tre Kronor
Andreas Hadelöv har sammanlagt 18 landskamper i bagaget under tre säsonger i början av 2000-talet. 2000/2001 var Hadelöv registrerad som målvakt i Tre Kronors VM-lag men fick inte vakta kassen en enda match. Tre kronor vann det året brons efter att ha besegrat USA. Under denna säsong (2000/2001) var Hadelöv den näst bäste målvakten i landslaget statistikmässigt; endast Mikael Tellqvist var bättre.